# Baliebrugge
Baliebrugge is een gehucht in Ruddervoorde, een deelgemeente van de gemeente Oostkamp in de Belgische provincie West-Vlaanderen. Baliebrugge ligt een drietal kilometer ten zuidwesten van het centrum van Ruddervoorde, langs de weg naar Torhout. Baliebrugge bestaat uit een kleine verkaveling rond het centrum, maar daarnaast vooral uit lintbebouwing langs de invalswegen.

## Geschiedenis
Tot enkele eeuwen terug lag deze plaats nog aan de rand van een woest gebied, het Wijnendaleveld, met nauwelijks bewoning en vooral heidegebied, aansluitend op het Bulskampveld. In het zuiden lag het Vrijgeweid. Tot hier bevond zich ten zuidwesten van Ruddervoorde nog bewoning, maar de straten vanuit het dorpscentrum stopten hier. Deze situatie is te zien op de Ferrariskaart uit de jaren 1770, waar hier het een gehucht Haeselbeke Straete  is weergegeven ten zuiden van de Velddambeek. Ten noordoosten, langs de weg naar Ruddervoorde toont de kaart het gehucht Westcant, en ten zuidoosten het gehucht De Maerminne.
Ook de Atlas der Buurtwegen uit 1841 toont hier een gehucht met wat verspreide bebouwing. De Vandermaelenkaart uit het midden van de 19de eeuw toont hier eveneens de gehuchtnaam Haeselbeke Straete. De Torhoutsestraat van Ruddervoorde richting Torhout werd uiteindelijk in de laatste helft van de 19de eeuw helemaal doorgetrokken en wat rechtgetrokken.
Rond de eeuwwisseling werd er in deze wijk een afdeling van Vrije Basisschool van Ruddervoorde ingericht. In het begin van de 20ste eeuw vermeldden kaarten nog steeds de gehuchtnaam Haaselbeekstraat, maar werd ook een herberg In de Baillibrug aangeduid. In 1930 werd hier een aparte parochie opgericht, gewijd aan de Heilige Godelieve, met ook de bouw van een pastorie. Pas eind jaren 50 werd er een parochiekerk gebouwd. De woonkern groeide verder, de naam Haaselbeekstraat verdween en op kaarten verscheen voortaan de plaatsnaam Bailliebrugge, later Baliebrugge.

## Voorzieningen
Baliebrugge heeft zijn eigen cultureel centrum, bibliotheek en school. Daarnaast heeft Baliebrugge nog enkele voorzieningen/winkels, zoals een kapper, bakker, een drukkerij en apotheek.

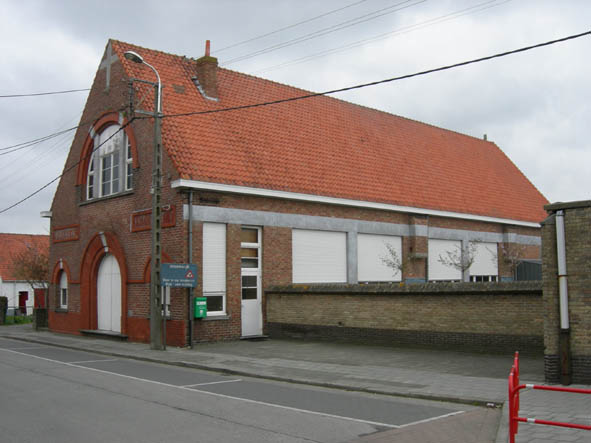
Vrije Basisschool Baliebrugge
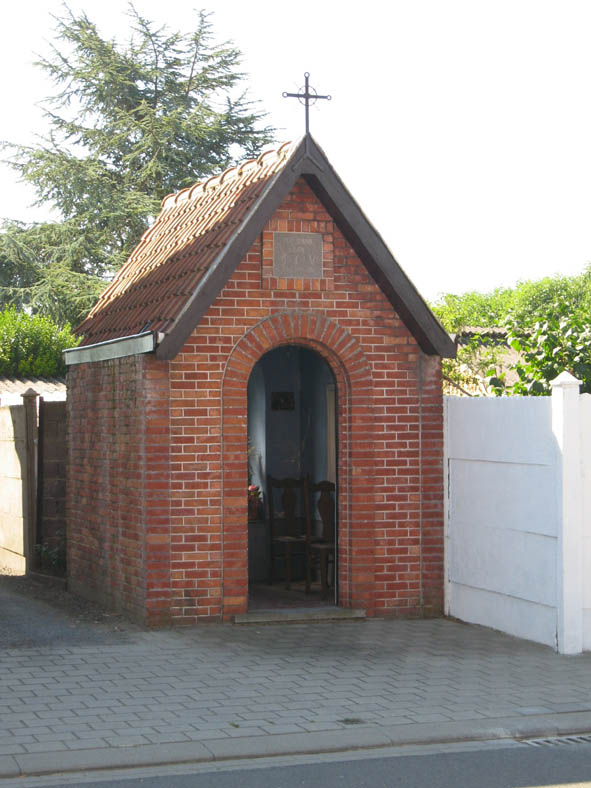
Onze-Lieve-Vrouwkapel

## Bezienswaardigheden
- De Sint-Godelievekerk

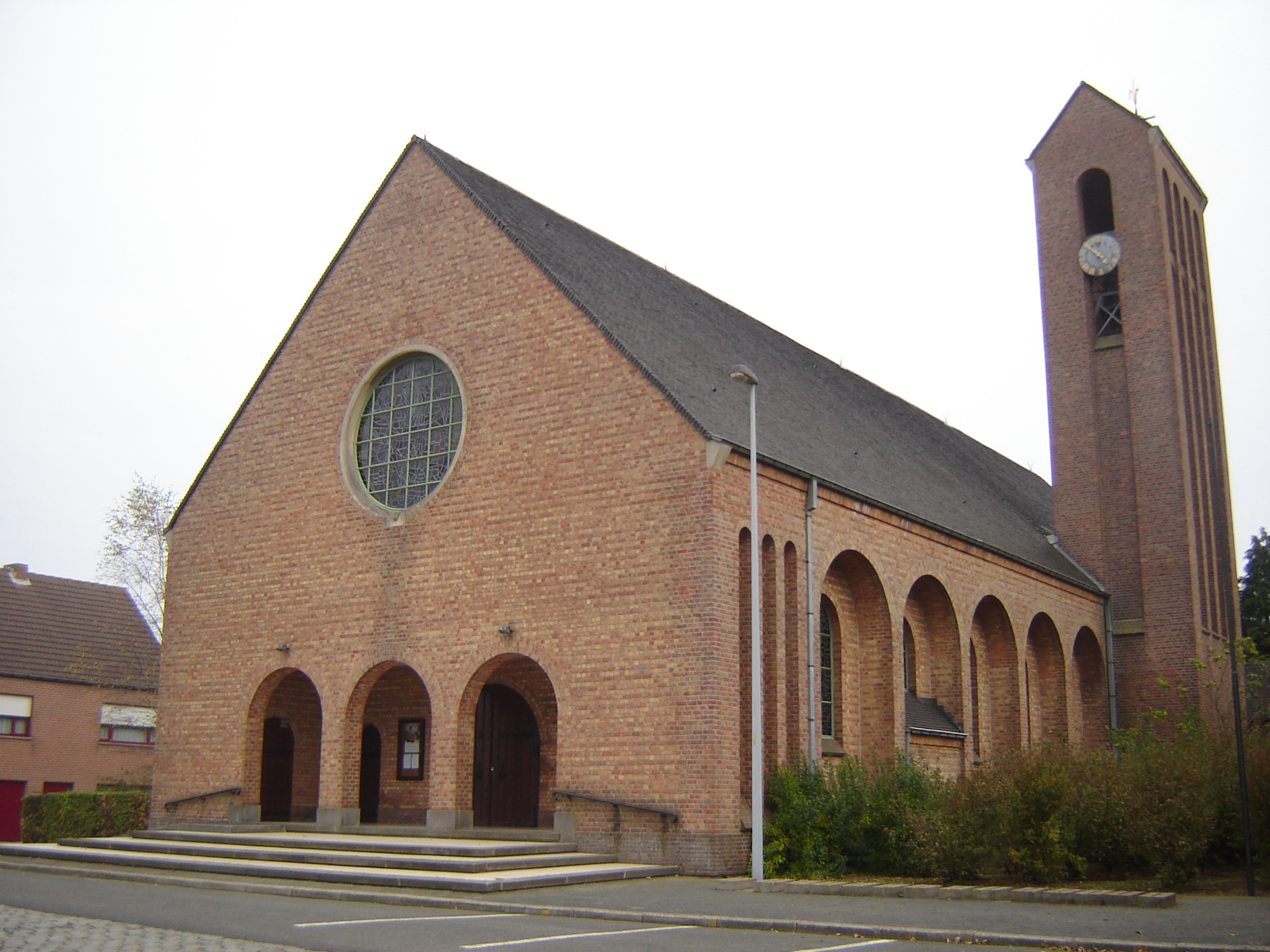
Sint-Godelievekerk
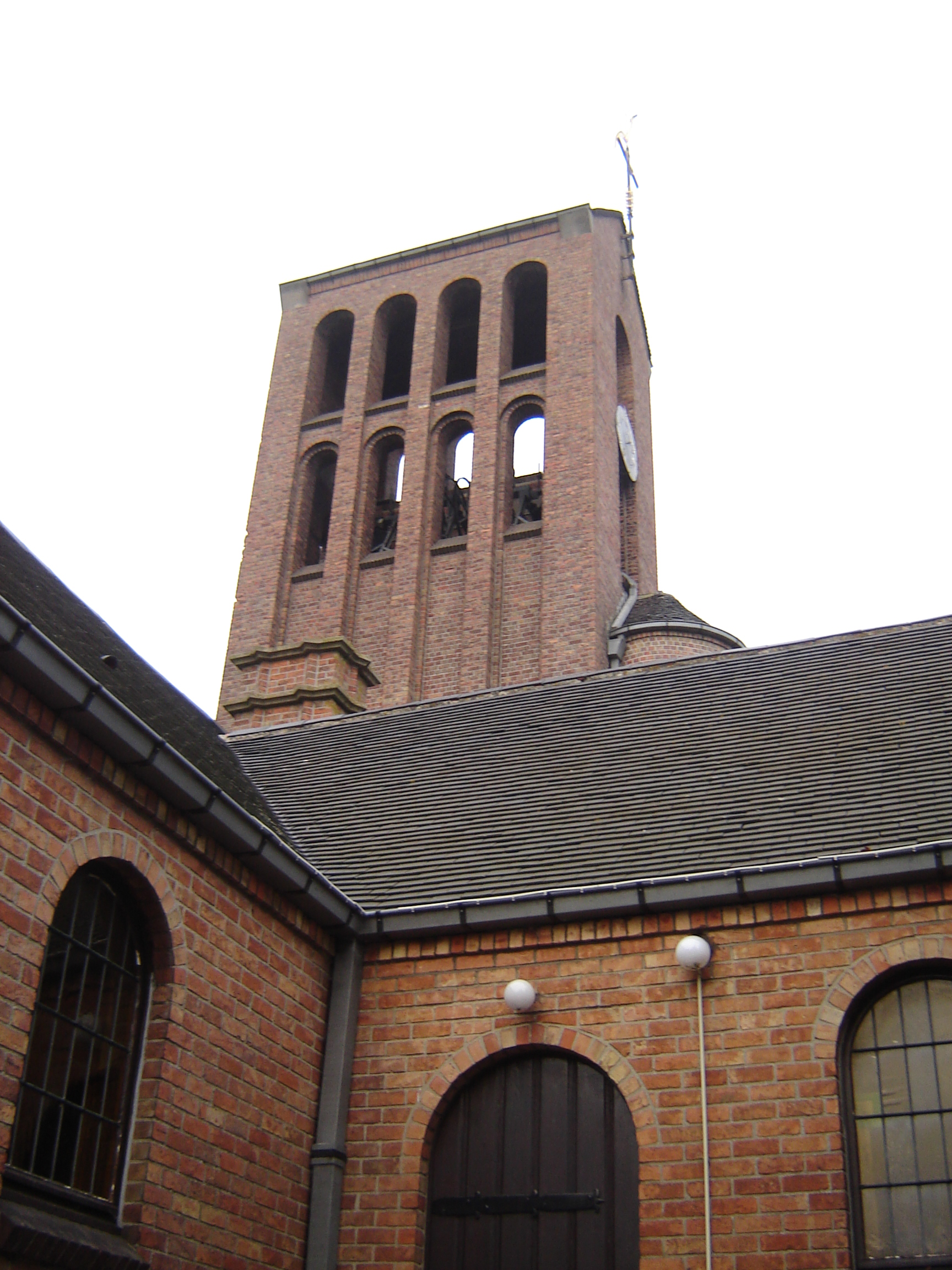
Toren Sint-Godelievekerk

## Culinair
Baliebrugge heeft zijn eigen culinaire worst, de Baliebrugse langen.

## Sport
Ieder jaar wordt er een Superprestigewedstrijd in het veldrijden gereden in Baliebrugge.

## Verkeer en vervoer
Baliebrugge ligt langs de weg van Ruddervoorde naar Torhout. Net ten westen van het gehucht loopt de autosnelweg A17/E403. De snelweg heeft ter hoogte van het gehucht wel een op- en afrit, maar de aansluiting loopt enkel in westelijke richting, richting Torhout. Vanuit Baliebrugge is er geen directe aansluiting op de autosnelweg.